# 僑領
僑領即海外華僑社團的領袖，尤指熱心參與國內事務者。

## 職能

### 革命籌款

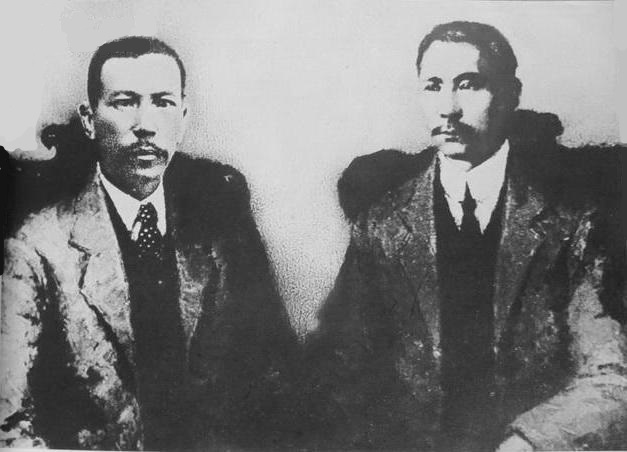
陳嘉庚與孫中山。辛亥革命武昌起義後，孫中山從法國經新加坡趕赴上海南北議和，1911年12月16日在新加坡與陳嘉庚合照。

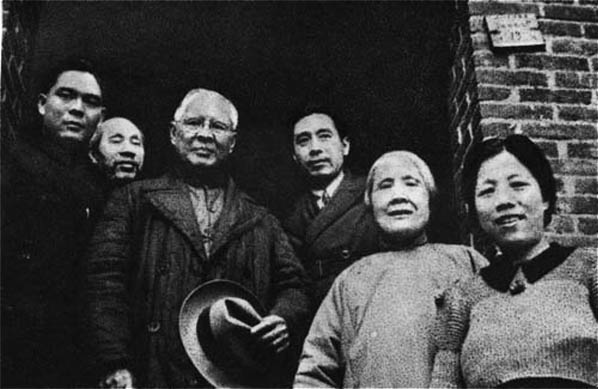
司徒美堂被周恩来、徐宗汉等接見。1941年12月在八路军重庆办事处。左起：司徒柱（司徒美堂长子）、董必武、司徒美堂、周恩来、徐宗汉、邓颖超

革命籌款是清末與民國時期特有職能。典型例子有：陳嘉庚（新加坡起家，第2-3屆政协副主席，祖籍河南，籍貫福建）、司徒美堂（美國東岸起家，致公堂美國總主席，籍貫廣東）。

### 實業（反哺家鄉）
海外實業起家後反哺家鄉，這在民國已有，改革開放後更不一而足。2000年代有梁冠军（美东华人社团联合总会主席，籍貫廣東）。

### 海外華人傳媒、教育公司
陳克威／陳克光兄弟的法國創辦連鎖超市陳氏兄弟集團（Tang Frères），2006年創立長城 (電視頻道)，獨家代理轉播中國的電視節目。
李桂雄，泰国华人青年商会会长，2005年創泰國中文電視臺。

### 與中國官方聯繫
2000年代有梁冠军（美东华人社团联合总会主席，籍貫廣東）。